# Aeropuerto Internacional Roberts

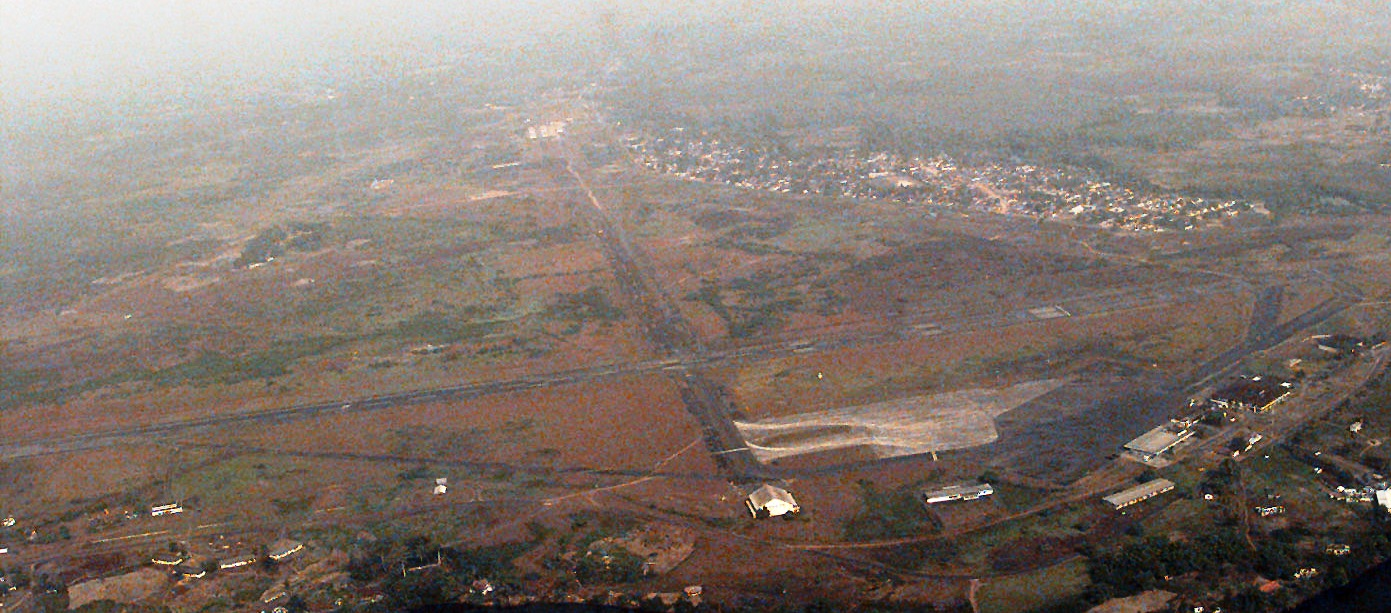
Vista Aérea del Aeropuerto.

El Aeropuerto Internacional Roberts (IATA: ROB, OACI: GLRB) es un aeropuerto del África Occidental, situado en Liberia. Ubicado en la población de Harbel, se encuentra a 63 kilómetros de Monrovia, la capital del país, y por ello se habla de él refiriéndose a "Monrovia" o al "Aeropuerto de Monrovia". La instalación, con su pista de 3.320 metros, es uno de los puntos de aterrizaje de emergencia del transbordador estadounidense y principal aeropuerto internacional del país. El aeropuerto fue bautizado en honor de Joseph Jenkins Roberts, primer Presidente de Liberia, y es frecuentemente conocido como "Robertsfield".

## Historia
En 1942 Liberia firmó un pacto de defensa con los Estados Unidos. Esto supuso la construcción de carreteras y otras infraestructuras de interés para el Ejército estadounidense. El aeropuerto fue inicialmente construido por el Gobierno de los Estados Unidos como base de la Fuerza Aérea. El Aeropuerto de Robertsfield fue construido con pistas lo suficientemente largas como para acoger a los bombarderos B-47 Stratojet para repostarlos, suponiendo para Liberia tener la pista de aeropuerto más larga de África durante años. El Presidente Franklin D. Roosevelt de los Estados Unidos inauguró junto con el presidente Edwin J. Barclay de Liberia el Aeropuerto Internacional Roberts, durante la visita del estadounidense a Liberia en enero de 1943.
La historia de Robertsfield va unida a la de Pan American World Airways. De hecho, desde el final de la Segunda Guerra Mundial hasta 1985, el aeropuerto fue gestionado por Pan American bajo contrato con el Ministerio de Transportes liberiano. Monrovia estaba considerada un punto clave en la red de vuelos africana de Pan American, principalmente como parada intermedia entre Acra y Dakar, desde donde continuaba hacia Europa y Nueva York. A finales de las décadas de 1970 y 1980, el aeropuerto se convirtió en la base principal de operaciones en África de Pan Am, con un vuelo directo desde Nueva York, JFK, volando después desde Robertsfield a destinos como Dakar, Acra, Abiyán, Lagos, y Conakry, y continuando hasta Nairobi y excepcionalmente a Johannesburgo. Por ello, todos los pasajeros de Pan Am a África pasaban virtualmente por Robertsfield. La presencia de Pan Am se fue desvaneciendo durante la década de 1980, con motivo de la lenta reducción de vuelos de Pan Am en su red africana. Pan Am dejó de gestionar el aeropuerto en 1985 pero hasta 1986 el aeropuerto continuó como parada de la ruta JFK-Dakar-Monrovia-Lagos-Nairobi.
En algunas ocasiones, durante la Guerra Civil Liberiana, la terminal principal sufrió graves daños, y por ello continúa vacía y sin uso. Actualmente, las instalaciones se componen de una pequeña terminal de salidas, con otra terminal principalmente utilizada por las Naciones Unidas, pero también para salidas de la mayoría de aerolíneas comerciales. También existe una terminal VIP.
El aeropuerto es la infraestructura más importante y con más movimiento del país con conexiones internacionales exclusivamente a Europa y en breve contará con un vuelo regular internacional con los Estados Unidos. Sin embargo, el aeropuerto secundario de Monrovia, Spriggs Payne, se encuentra mucho más cerca de la capital, poseyendo la otra única pista pavimentada y con vuelos internacionales operados por la compañía camerunesa Elysian Airlines.
Actualmente, el tráfico diario comercial se compone de una o dos llegadas. La conexión más frecuente y con más movimiento es la de Acra, en Ghana, además de otras cuatro aerolíneas con un vuelo diario en esta ruta.

## Aerolíneas y destinos
Roberts es el principal aeropuerto internacional de Liberia, y uno de los dos únicos con pista asfaltada de la nación.

### Pasajeros
| Aerolíneas             | Destinos                |
| ---------------------- | ----------------------- |
| Air Peace              | Acra                    |
| African World Airlines | Acra, Freetown          |
| Arik Air               | Acra, Lagos             |
| ASKY Airlines          | Acra, Banjul, Lome      |
| Brussels Airlines      | Bruselas                |
| Kenya Airways          | Acra, Freetown, Nairobi |
| Royal Air Maroc        | Casablanca              |

### Carga
| Aerolíneas      | Destinos              |
| --------------- | --------------------- |
| Avient Aviation | Lagos, Lieja, Sharjah |

## Accidentes e incidentes
- El 3 de febrero de 1944 un Vickers Wellington Bomber(HZ524) del 26 escuadrón SAAF que intentaba aterrizar en el aeródromo Roberts en la oscuridad y con niebla superó la pista e impactó contra un árbol. Los restos calcinados fueron encontrados a cuatro kilómetros del aeródromo. Todos los miembros de la tripulación perecieron. Estos eran: DHG Lawrence, DE McNab, IV Rowe, P Cronin, WR Scott, RLB Fillis y DC Long, y los mecánicos aéreos ER Andrews & FB Sundstrom

- El 5 de marzo de 1967, un Douglas DC-8-33 de Varig registro PP-PEA que operaba el vuelo vuelo 837 de Roma-Fiumicino a Monrovia ardió en llamas después de una aproximación fallida a Monrovia, dejando el umbral de la pista a unos 6.023  pies. De los 90 pasajeros y tripulantes a bordo 51 murieron así como también cinco personas que estaban en tierra.[8][9]

- El 19 de abril de 1975, un Douglas C-47A de Air Liberia registro EL-AAB quedó totalmente destrozado durante una accidente en despegue. Las 25 personas que viajaban a bordo sobrevivieron.[10]